# Xinzhi (ort)
Xinzhi är en ort i Kina. Den ligger i provinsen Shanxi, i den norra delen av landet, omkring 170 kilometer sydväst om provinshuvudstaden Taiyuan. Antalet invånare är 72 303.
Runt Xinzhi är det tätbefolkat, med 493 invånare per kvadratkilometer. Närmaste större samhälle är Huozhou, 8,6 km norr om Xinzhi. Trakten runt Xinzhi består till största delen av jordbruksmark.
Genomsnittlig årsnederbörd är 674 millimeter. Den regnigaste månaden är juli, med i genomsnitt 218 mm nederbörd, och den torraste är december, med 3 mm nederbörd.